# Ida Andersen
Ida Kathrine Andersen-Berthet (14 de marzo de 1968) es una deportista noruega que compitió en vela en la clase Europe. Es hermana de la también regatista Linda Andersen.
Ganó una medalla de oro en el Campeonato Mundial de Europe de 1986.

## Palmarés internacional
| Campeonato Mundial | Campeonato Mundial   | Campeonato Mundial | Campeonato Mundial |
| Año                | Lugar                | Medalla            | Clase              |
| ------------------ | -------------------- | ------------------ | ------------------ |
| 1986               | Helsinki (Finlandia) | Medalla de oro     | Europe             |